# Communauté de communes Orezza-Ampugnani
Die Communauté de communes Orezza-Ampugnani ist ein ehemaliger französischer Gemeindeverband mit der Rechtsform einer Communauté de communes im Département Haute-Corse in der Region Korsika. Sie wurde am 2. Januar 2014 gegründet und umfasste 29 Gemeinden. Der Verwaltungssitz befand sich in La Porta.

## Historische Entwicklung
Mit Wirkung vom 1. Januar 2017 fusionierte der Gemeindeverband mit der Communauté de communes de la Casinca und bildete so die Nachfolgeorganisation Communauté de communes de la Castagniccia-Casinca, der sich auch sechs weitere Gemeinden aus der aufgelösten Communauté de communes du Casaccóni è Gólu Suttanu anschlossen.

## Ehemalige Mitgliedsgemeinden
1. Campana
2. Carcheto-Brustico
3. Carpineto
4. Casabianca
5. Casalta
6. Croce
7. Ficaja
8. Giocatojo
9. La Porta
10. Monacia-d’Orezza
11. Nocario
12. Parata
13. Piano
14. Piazzole
15. Piedicroce
16. Piedipartino
17. Pie-d’Orezza
18. Poggio-Marinaccio
19. Polveroso
20. Pruno
21. Quercitello
22. Rapaggio
23. San-Damiano
24. San-Gavino-d’Ampugnani
25. Scata
26. Silvareccio
27. Stazzona
28. Valle-d’Orezza
29. Verdèse